# Isoetes asiatica
Isoetes asiatica là một loài dương xỉ trong họ Isoetaceae. Loài này được Makino mô tả khoa học đầu tiên năm 1914.